# Vaux-les-Prés
Vaux-les-Prés foi uma comuna francesa na região administrativa de Borgonha-Franco-Condado, no departamento de Doubs. Estendia-se por uma área de 5,14 km². Em 2010 a comuna tinha 360 habitantes (densidade: 70 hab./km²).
Em 1 de janeiro de 2017, passou a fazer parte da nova comuna de Chemaudin et Vaux.